# Джейш ат-Тувар
Джейш ат-Тувар (іноді помилково Джейш аль-Тувар; араб. جيش الثوار‎ — в перекладі "Армія революціонерів) — озброєна багатонаціональна сирійська повстанська угруповання, яка є партнером курдської групи «Загони народної самооборони» (YPG), що бере участь в Сирійській цивільній війні як частина Сирійських демократичних сил. Угруповання веде боротьбу проти режима Асада.

## Історія
Угруповання було створене на півночі Сирії в основному зі арабських, курдських та туркменських бійців.
Джейш ат-Тувар був націлений так і на режима Асаду, так і на терористичну організацію ІД. Очікувалось, що група буде найбільше важливим альянсом повстанців на півночі та укріпить демократичні ідеї серед них. Але через те, що група мала зв'язки з YPG, Туреччина не підримувала її. Адже пізніше група залишіть території повстанських угруповань, і приєднається та приєдналися к СДС. Наразі ворогує з очолюваними Туреччиною фракціями SNA, звинувачуючи їх у зв'язках з іншою терористичною організацією «Фронт ан-Нусра (Джебхат ан-Нусра, Джебхат Фатах аш-Шам)». Також угруповання неодноразово виступало проти турецької операції в регіоні Афрін під назвою «Оливкова гілка», і заявляло що веде туди своїх бійців.
Армія революционерів була створена злиттям наступних угрупованнь:
- Курдський фронт;
- Батальйон північного сонця;
- 99-а піхотна бригада;
- 455-а бригада окремого призначення;
- 755-й полк;
- Бригади мученика Юсуфа аль-Хузула;
- Бригада південного шторму;
- Бригада орлів сунни
- Бригада чесної обітниці
- Бригада бійців за справедливість
- Бригада сельджуків
- Залишки 30-ї бригади

- 50 бійців Бригади гірних ястребів, дезертуючих під час наступу на Дейр Джамаль (містечко на околицях Тель-Ріф'ята)

Наступні угруповання спочатку увійшли в армію революционерів, а потім вийшли:
- Бригада султана Селіма (бригада сирійських туркмен);
- Революційний союз Хомса (в лютому 2016 року приєдналися к Дивізії Султана Марада);
- Революційний рух Фідаї (у серпні 2015 року увійшла до Операційного центру Джейш аль-Наср, але в жовтні залишила його через перетворення операційного центру в єдине угруповання);
- Бригада 313 (у жовтні 2015 року приєдналася до Операційного центру у Хулі);
- Бригада аль-Гага (стала окремим угрупуванням Північна Революційна Бригада).